# Holendry (gmina Pierzchnica)
Holendry – wieś w Polsce, położona w województwie świętokrzyskim, w powiecie kieleckim, w gminie Pierzchnica.
| SIMC    | Nazwa           | Rodzaj     |
| ------- | --------------- | ---------- |
| 0262190 | Holendry-Leonów | przysiółek |
| 1017095 | Huta Szklana    | przysiółek |

W czasie Królestwa Kongresowego wieś w powiecie kieleckim, gmina Szczecno, parafia Pierzchnica. W latach 1975–1998 miejscowość należała administracyjnie do województwa kieleckiego.
Nieopodal wsi Holendry w kierunku północno-zachodnim, przy drodze leśnej prowadzącej w kierunku gajówki Murawin znajduje się głaz upamiętniający zrzut Desantowej Grupy Zwiadowczej Brygady Grunwald w czerwcu 1944 r.

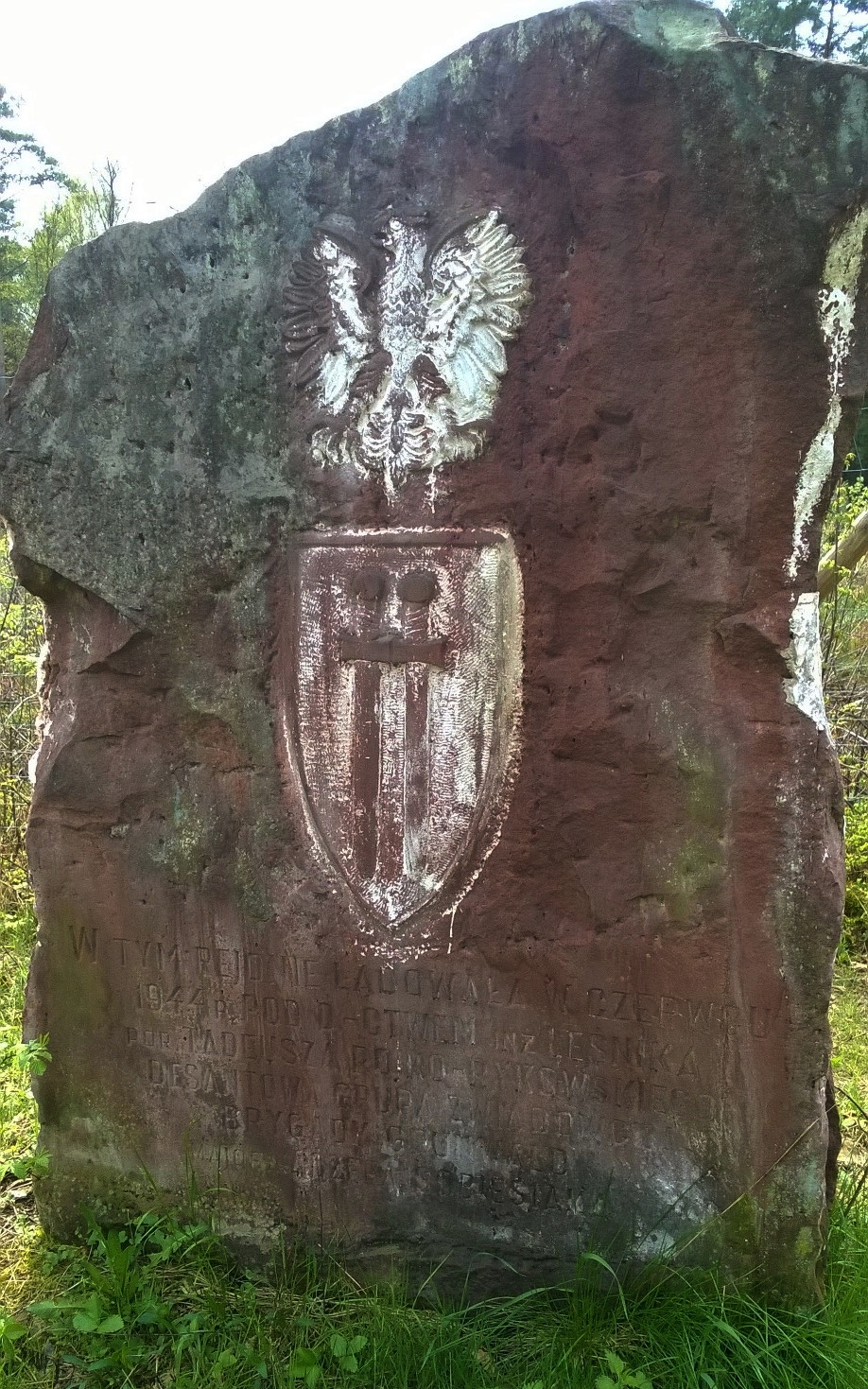
Głaz przy drodze do gajówki Murawin